# Тептяро-Бобильське повстання
Тептя́ро-Боби́льське повстання — антимосковський виступ населення Осинської дороги і Сибірської дороги, викликаний зростанням податків.

## Передумови
Приводом послужив сенатський указ від 22 травня 1747, який проголошував оподаткування тептярів і бобилів податком (по 80 коп. з душі чоловічої статі) замість ясака (по 82 коп. з двору), мішарів — ясаком (25 коп. з двору).

## Хід повстання
Повстання очолили Абдул Люселеєв, Муртаза Нурмешов, Нурка Борисов, Сабан Ураєв і Сенько Семенов. Брали участь тептярі, бобилі, мішари. У липні тептярі і бобилі сел. Алтибаєво, Казово, Сухоязи, Тагаєво, Тазларово Осинської дороги, сел. Байгільдіно, Бедеєво, Мелегес, Німіслярово, Укарліно, Шиди Сибірської дороги, розправилися з представниками місцевої низової адміністрації, звернулися до в.о. уфимського воєводи полковника Люткіна з чолобитною про свою незгоду платити податки і проханням про надання своїм виборним паспорта для поїздки в Санкт-Петербург зі скаргою.
У серпні невдоволення охопило мішарів Осинської дороги. Побоюючись посилення хвилювань, оренбурзький губернатор І. І. Нєплюєв направив до району повстання урядові війська під командуванням генерал-майора Г. Штокмана (1750 осіб) і секунд-майора С. Ф. Кубліцького (550 осіб). З наближенням військ більша частина тептярів і бобилів погодилася платити новий податок. Частина тептярів і бобилів Осинської дороги (близько 400 осіб) відмовилася підкоритися владі і в бою біля р. Швидкий Таніп була розгромлена (близько 70 осіб загинуло, 100 взято в полон), інші втекли.

## Наслідки
Керівники повстання були покарані батогом і заслані на вічну каторгу до фортеці Рогервік, інші заарештовані частково заслані за межі краю або висічені батогом і віддані старшинам на поруки.